# Ivan Milotić
Ivan Milotić (1982.) hrvatski je pravnik.

## Životopis
Školovao se u Pazinskom kolegiju, a pravo je diplomirao na Pravnom fakultetu Sveučilišta u Zagrebu. Doktorirao je na Poslijediplomskom studiju iz građanskopravnih i obiteljskopravne znanosti 2012. godine. Profesor je na Pravnom fakultetu u Zagrebu.

## Djela
Značajniji naslovi:
- Dolina Mirne u antici (2004.)
- Zrenj i sveti Jeronim (2006.)
- Rimska cestovna baština na tlu Hrvatske (2010.)
- Nomotehnika (2015., suautor)
- Mletačko-austrijska granica u Istri (2017., suautor)

Autor je više od stotinu znanstvenih i stručnih članaka te više knjiga iz područja rimskog, rimsko-kanonskog, crkvenog, građanskog, trgovačkog i upravnog prava, nomotehnike i jezika u pravu, te povijesti Istre i Crkve u Istri. Priredio je prijevode i komentare Milanskog edikta (313.), Motovunskog statuta (XII. - XVI. st.), Momjanskog kapitulara (1521.), Tridentskog pravorijeka (1535.) i Vrsarskog statuta (1609. – 1768.).

## Odličja, nagrade i priznanja
- 2015.: Priznanje Hrvatskog kanonističkog društva, za znanstveni doprinos proučavanju odnosa Crkve i države te kanonskoga prava
- 2021.: Odlikovanje sv. Grgura Velikog, za zasluge učinjene Svetoj Stolici i u korist Crkve, za izniman doprinos u promicanju kanonskopravne znanosti u Republici Hrvatskoj i proučavanju povijesti Crkve u Istri[1]

## Vanjske poveznice
Mrežna mjesta
- Ivan Milotić, na stranicama Pravnog fakulteta u Zagrebu